# Buitres sobre la ciudad
Pour plus de détails, voir Fiche technique et Distribution.
Buitres sobre la ciudad (titre italien : Avvoltoi sulla città) est un film italo-mexicano-espagnol réalisé par Gianni Siragusa (it), sorti en 1981.

## Synopsis
En se faisant passer pour un détective privé, Mark, un agent spécial, doit enquêter sur une disparition suspecte. Sa hiérarchie lui confie la mission de démanteler un réseau aux ramifications internationales. Ce dernier, qui contrôle le trafic du pétrole, entend bien étendre ses tentacules autour de la Méditerranée.

## Fiche technique
- Titre italien : Avvoltoi sulla città
- Titre : Buitres sobre la ciudad
- Distribution : United international pictures et Cie, s.r.c.
- Coproduction : Lotus Films Internacional et Zeta film
- Réalisation : Gianni Siragusa
- Scénario : Bruno Fontana, Gianni Siragusa et Jose Maria Forque
- Directeur de la photographie : Raúl Pérez Cubero
- Musique : Stelvio Cipriani
- Pays de production :  Espagne /  Italie /  Mexique
- Format d'image : couleur - 35 mm
- Genre : film d'action, film policier
- Durée : 88 minutes
- Date de sortie : 
  - Espagne : 15 juin 1981[1]

## Distribution
Sauf indication contraire, les informations mentionnées dans cette section peuvent être confirmées par la base de données cinématographiques IMDb,  présente dans la section « Liens externes ».
- Maurizio Merli : Mark Spencieri
- Nadiuska : Denise Marciano
- Francisco Rabal : Bender
- Mel Ferrer : shérif
- Fernando Sanchez Polack : Cullen
- Hugo Stiglitz : Theo
- Alejandro de Enciso : Trillot
- Lilli Carati : Isela
- Frank Braña : Mike Haddon
- Eduardo Fajardo : Bonardis